# Lexington (Georgia)
Lexington ist eine City im Oglethorpe County im US-Bundesstaat Georgia mit 228 Einwohnern (Stand: 2010).

## Geographie
Lexington liegt etwa 15 Kilometer südöstlich von Athens sowie etwa 120 Kilometer östlich von Atlanta.

## Geschichte
Lexington wurde am 24. November 1806 gegründet und nach der Stadt Lexington im Massachusetts benannt. Die Stadt ist Geburtsort von George Gilmer, einem Politiker und Gouverneur von Georgia.

## Demographische Daten
Laut der Volkszählung von 2010 verteilten sich die damaligen 228 Einwohner auf 108 bewohnte Haushalte, was einen Schnitt von 2,11 Personen pro Haushalt ergibt. Insgesamt bestehen 123 Haushalte. 
62,0 % der Haushalte waren Familienhaushalte (bestehend aus verheirateten Paaren mit oder ohne Nachkommen bzw. einem Elternteil mit Nachkomme) mit einer durchschnittlichen Größe von 2,70 Personen. In 25,0 % aller Haushalte lebten Kinder unter 18 Jahren sowie in 29,6 % aller Haushalte Personen mit mindestens 65 Jahren.
22,0 % der Bevölkerung waren jünger als 20 Jahre, 22,7 % waren 20 bis 39 Jahre alt, 26,0 % waren 40 bis 59 Jahre alt und 29,3 % waren mindestens 60 Jahre alt. Das mittlere Alter betrug 45 Jahre. 45,2 % der Bevölkerung waren männlich und 54,8 % weiblich.
75,0 % der Bevölkerung bezeichneten sich als Weiße und 23,7 % als Afroamerikaner. 0,9 % gaben die Angehörigkeit zu mehreren Ethnien an. 
Das durchschnittliche Jahreseinkommen pro Haushalt lag bei 33.125 USD, dabei lebten 27,3 % der Bevölkerung unter der Armutsgrenze.

## Sehenswürdigkeiten
Das J. L. Bridges Home Place, die Faust Houses and Outbuildings und das Lexington Historic District sind im National Register of Historic Places gelistet.

## Verkehr
Lexington wird vom U.S. Highway 78 sowie von den Georgia State Routes 22 und 77 durchquert.
Der nächste Flughafen ist der rund 130 Kilometer südöstlich gelegene Augusta Regional Airport.